# Boulevard Cavendish
Le boulevard Cavendish est un boulevard de Montréal.

## Situation et accès
D'orientation nord-sud ce boulevard de l'ouest de Montréal est situé à l'ouest du boulevard Décarie.
L'artère fait au total 8,3 kilomètres de long et est divisée en deux parties. La première partie est surtout résidentielle et commerciale et fait 4,4 kilomètres et débute sur la rue Saint-Jacques dans l'arrondissement Côte-des-Neiges–Notre-Dame-de-Grâce pour se terminer au chemin Wallenberg à Côte-Saint-Luc.
La deuxième partie de 4,4 kilomètres est surtout industrielle et débute à l'intersection chemin Dalton à Ville Mont-Royal et se dirige vers le nord en traversant l'arrondissement Ville Saint-Laurent jusqu'au boulevard Henri-Bourassa.
En 2022, après plus de 50 ans, Montréal fait les premiers pas vers le raccordement des deux tronçons.

## Origine du nom
Il est nommé en l'honneur Frederick Charles lord de Cavendish (1836-1882) homme politique anglais et de Victor Cavendish (1868–1938) ancien gouverneur général du Canada.